# Clara Sanchez (ciclista)
Clara Sanchez (Martigues, 20 de septiembre de 1983) es una deportista francesa que compitió en ciclismo en la modalidad de pista, especialista en las pruebas de velocidad por equipos y keirin.
Ganó 6 medallas en el Campeonato Mundial de Ciclismo en Pista entre los años 2002 y 2011, y dos medallas en el Campeonato Europeo de Ciclismo en Pista, oro en 2010 y plata en 2011.
Participó en dos Juegos Olímpicos de Verano, ocupando el quinto lugar en Pekín 2008 en la prueba de velocidad individual y el cuarto lugar en Londres 2012 en keirin.

## Medallero internacional
| Campeonato Mundial | Campeonato Mundial           | Campeonato Mundial | Campeonato Mundial    |
| Año                | Lugar                        | Medalla            | Competición           |
| ------------------ | ---------------------------- | ------------------ | --------------------- |
| 2002               | Ballerup (Dinamarca)         | Medalla de plata   | Keirin                |
| 2004               | Melbourne (Australia)        | Medalla de oro     | Keirin                |
| 2005               | Los Ángeles (Estados Unidos) | Medalla de oro     | Keirin                |
| 2006               | Burdeos (Francia)            | Medalla de plata   | Keirin                |
| 2009               | Pruszków (Polonia)           | Medalla de plata   | Keirin                |
| 2011               | Apeldoorn (Países Bajos)     | Medalla de bronce  | Keirin                |
| Campeonato Europeo |                              |                    |                       |
| Año                | Lugar                        | Medalla            | Competición           |
| 2010               | Pruszków (Polonia)           | Medalla de oro     | Velocidad por equipos |
| 2011               | Apeldoorn (Países Bajos)     | Medalla de plata   | Keirin                |

## Palmarés
- 2001
  - Campeona de Europa júnior en Velocidad
- 2003
  - Campeona de Francia en Velocidad 
  - Campeona de Francia de 500 metros contrarreloj
- 2004
  - Campeona del mundo en Persecución 
  - Campeona de Europa sub-23 en Keirin
  - Campeona de Francia en Velocidad 
  - Campeona de Francia de 500 metros contrarreloj
- 2005
  - Campeona del mundo en Persecución
  - Campeona de Francia en Velocidad
- 2006
  - Campeona de Francia en Velocidad 
  - Campeona de Francia de 500 metros contrarreloj
- 2007
  - Campeona de Francia en Velocidad
- 2008
  - Campeona de Francia en Velocidad
- 2009
  - Campeona de Francia en Velocidad
- 2010
  - Campeona de Europa en Velocidad por equipos  (con Sandie Clair)
  - Campeona de Francia en Velocidad 
  - Campeona de Francia en Scratch
- 2011
  - Campeona de Francia en Velocidad 
  - Campeona de Francia en Scratch
- 2012
  - Campeona de Francia en Velocidad

### Resultados a laCopa del Mundo
- 2005-2006
  - 1.ª en Mánchester y Los Ángeles, en Keirin
- 2008-2009
  - 1.ª a Cali, en Velocidad por equipos
  - 1.ª en Copenhague, en Keirin
- 2010-2011
  - 1.ª en la Clasificación general y a la prueba de Pekín, en Keirin
- 2011-2012
  - 1.ª en Astaná, en Keirin